# Hognoides ukrewea
Hognoides ukrewea là một loài nhện trong họ Lycosidae.
Loài này thuộc chi Hognoides. Hognoides ukrewea được Carl Friedrich Roewer miêu tả năm 1960.